# Igreja do Castelo de Vitemberga

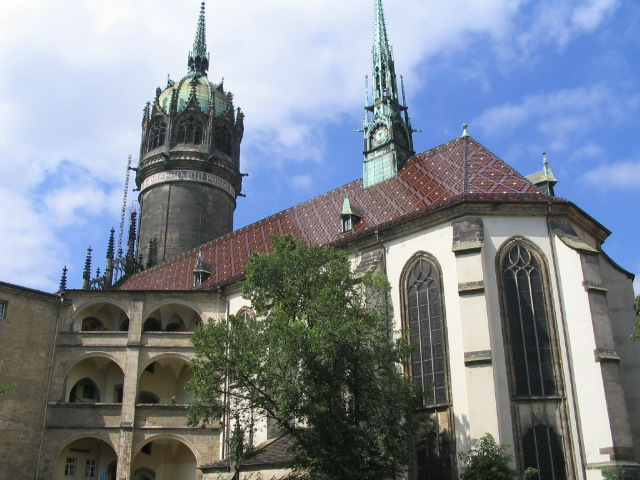
Igreja do Castelo de Vitemberga

A Igreja do Castelo de Vitemberga (em alemão: Wittenberg), também conhecida como Igreja de Todos-os-Santos de Vitemberga (em alemão:  Schlosskirche) é uma igreja luterana localizada em Vitemberga, Alemanha. Ela é conhecida mundialmente por ter sido o local onde Martinho Lutero afixou as 95 Teses no ano de 1517, no ato que é conhecido por ser o inicial da Reforma Protestante. A partir de 1883, a igreja foi restaurada como um local memorial e reinaugurada em 31 de outubro de 1892, 375 anos depois de Lutero postar as teses.

## Galeria

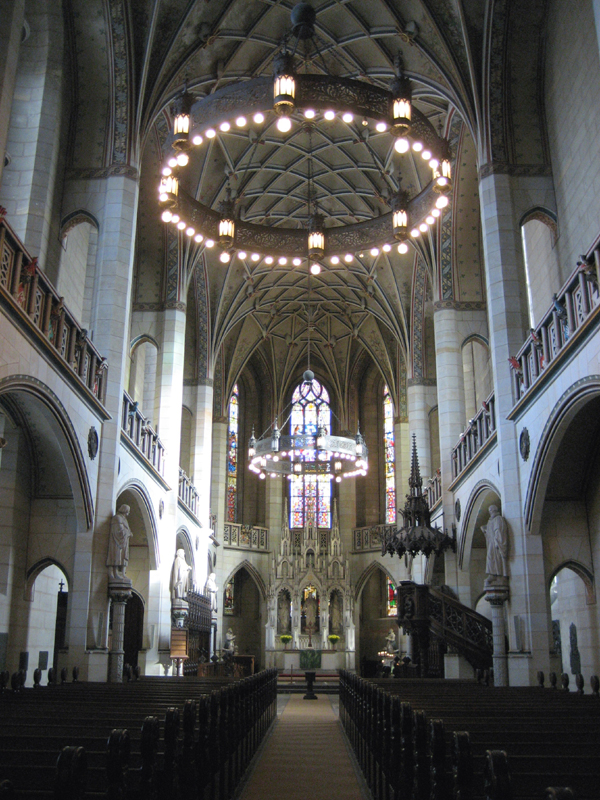
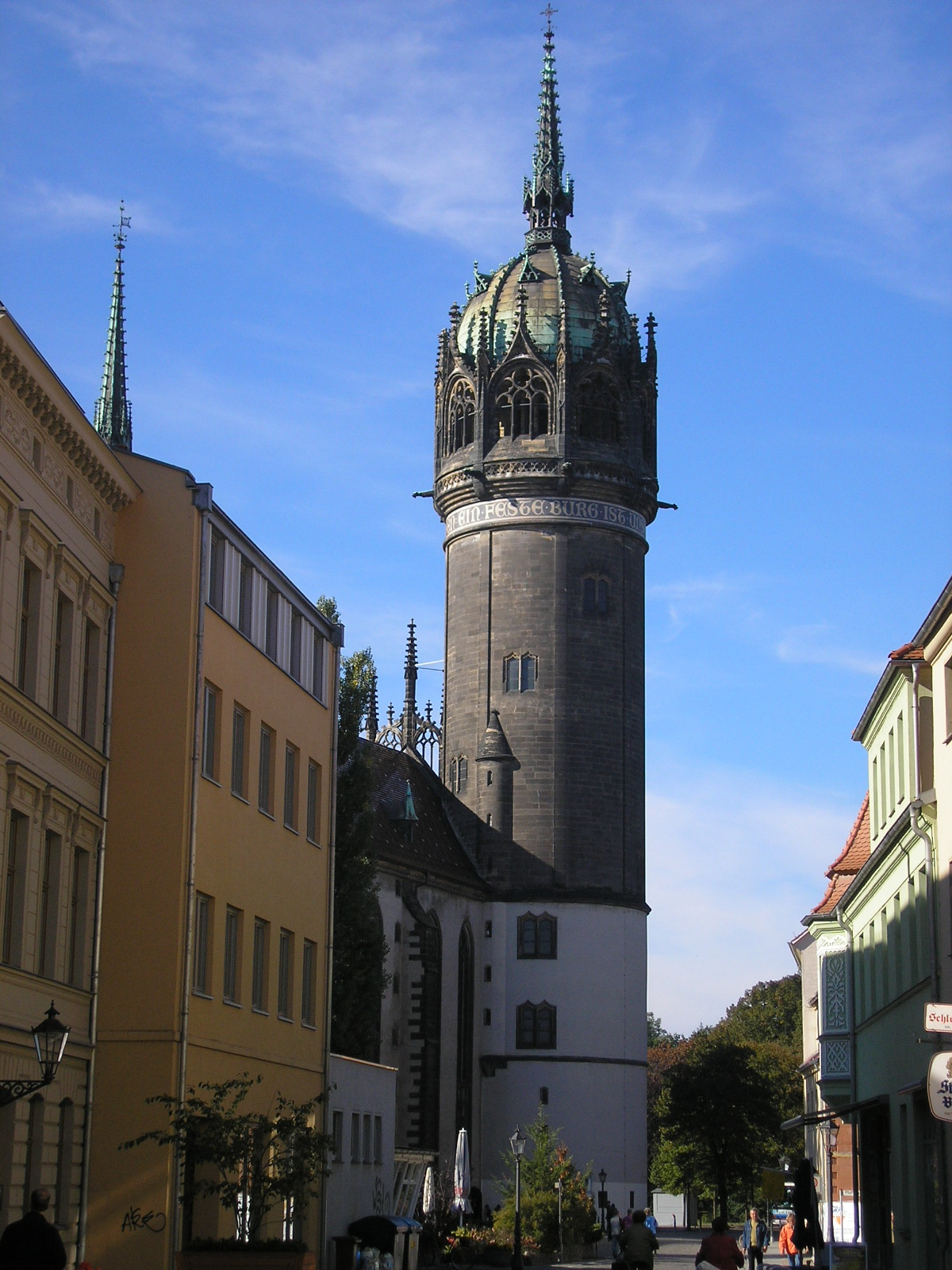
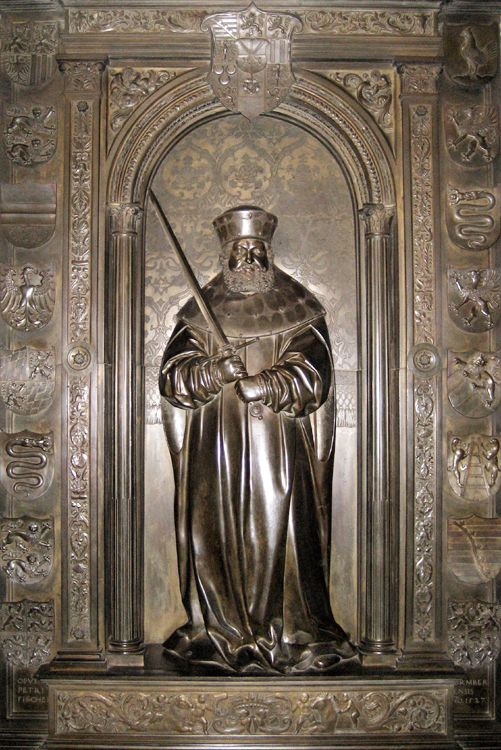
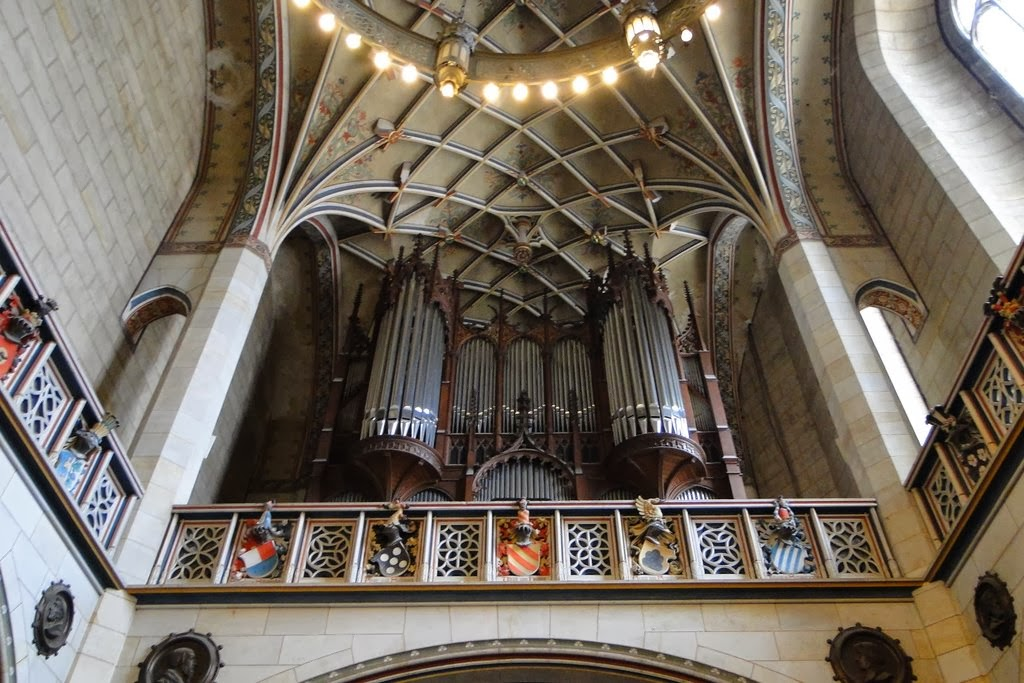
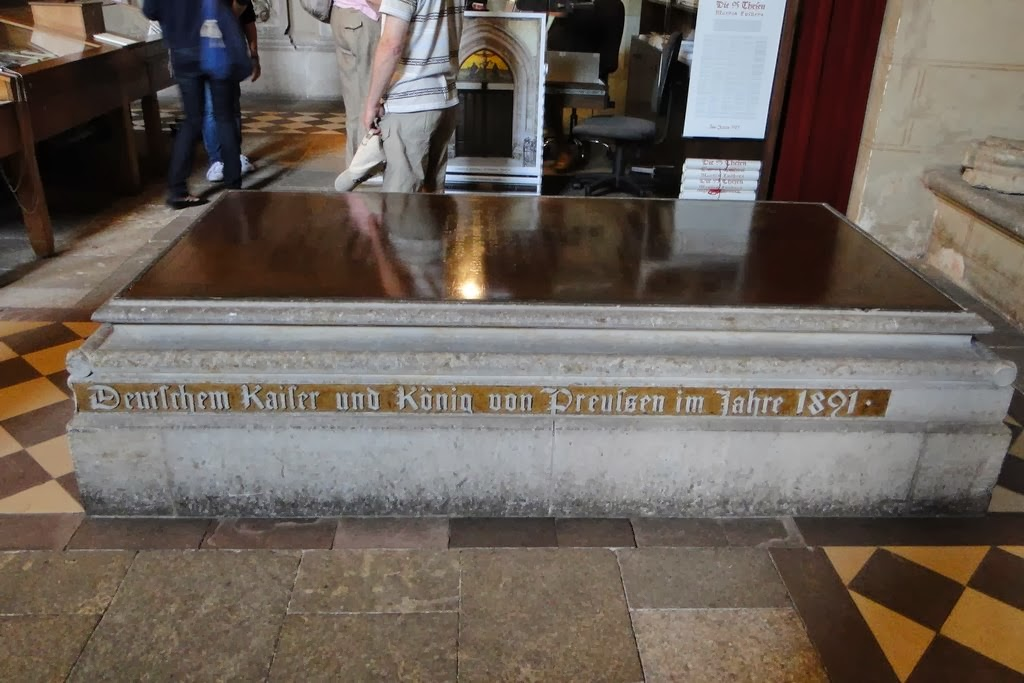
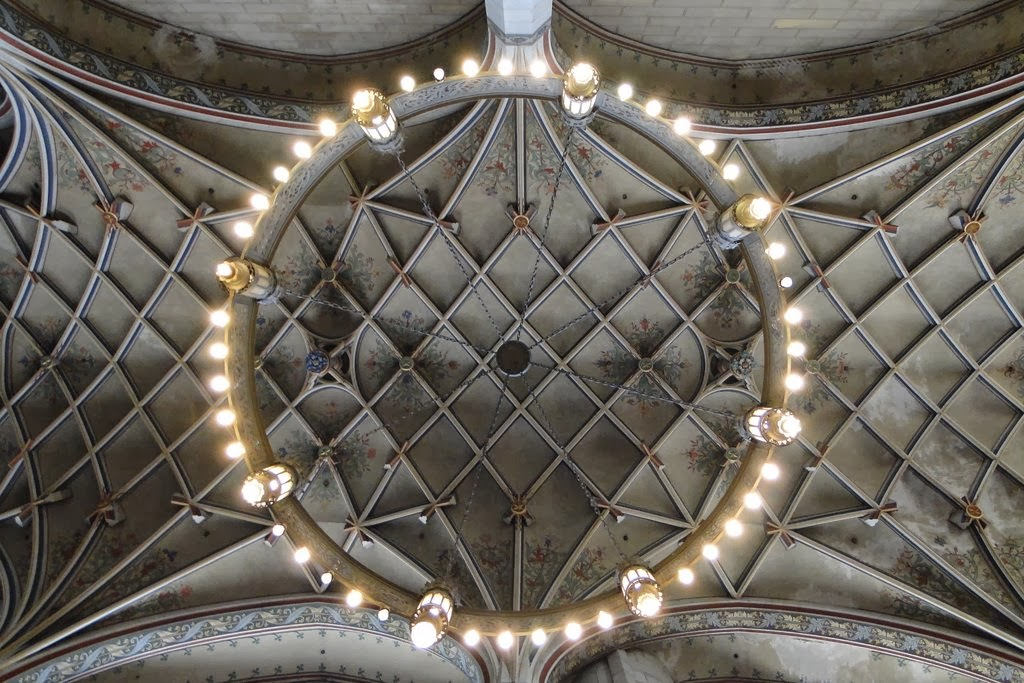